# Marco de Niet

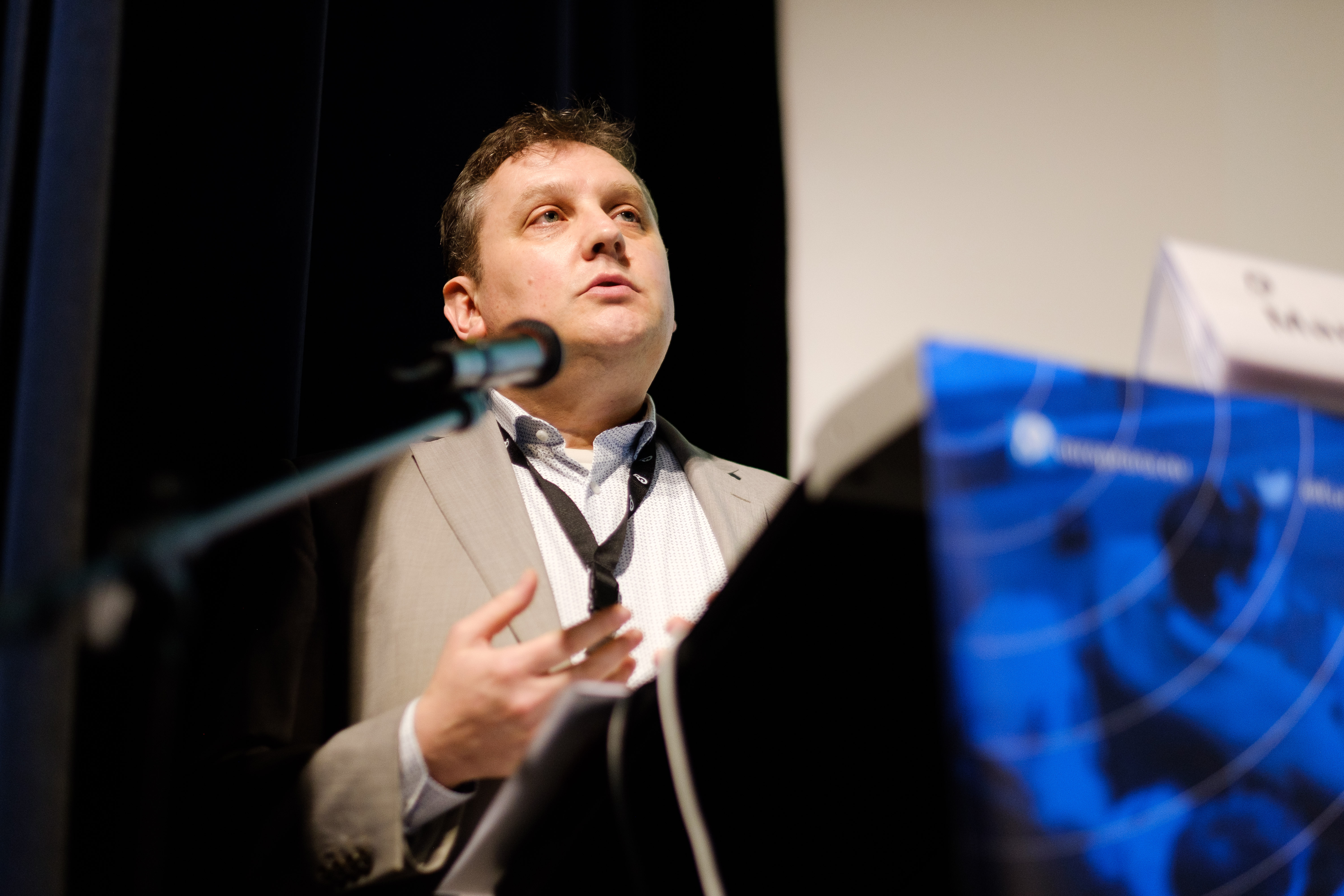
Marco de Niet, 2019

Maarten Cornelis (Marco) de Niet (1962) is Neerlandicus en boekhistoricus.

## Biografie
In 1988 studeerde De Niet af aan de Universiteit Leiden in Nederlandse taal- en letterkunde met specialisaties boekgeschiedenis en 18e-eeuwse Nederlandse letterkunde. Hij werkte enige jaren in het onderwijs en vanaf 1988 was hij werkzaam bij de Nederlandse Koninklijke Bibliotheek, eerst als catalogiseerder bij het STCN-project, vervolgens als projectmanager. In 2005 werd hij adjunct-directeur bij de Stichting Proefdiervrij en van 2006 tot september 2017 was hij werkzaam bij  Stichting Digitaal Erfgoed Nederland, vanaf 2007 als directeur. Van 2011 tot 2017 was hij bestuurslid van Stichting Museumregister Nederland en lid van de Raad voor Nederlandse Taal en Letteren, de adviesraad van de Nederlandse Taalunie. Per 18 september 2017 is hij werkzaam bij de Universiteitsbibliotheek Leiden als Divisiemanager Onderzoek- en onderwijsdiensten/Plv. directeur.
De Niet publiceerde aanvankelijk vooral over 18e-eeuwse letterkunde en over boekgeschiedenis. De laatste jaren publiceert hij vooral over de digitalisering van cultureel erfgoed.